# Église Saint-Félix-de-Nole de Ramerupt
L'église Saint-Félix-de-Nole est une église située dans le hameau de Romaines, sur la commune de Ramerupt, dans le département de l'Aube, en France.

## Description
Une partie est du XVIe et elle est remaniée au XIXe. Elle fait 18 m de longueur pour 5,9 m  de largeur, sur un plan rectangulaire, elle a une nef avec abside à trois pans.

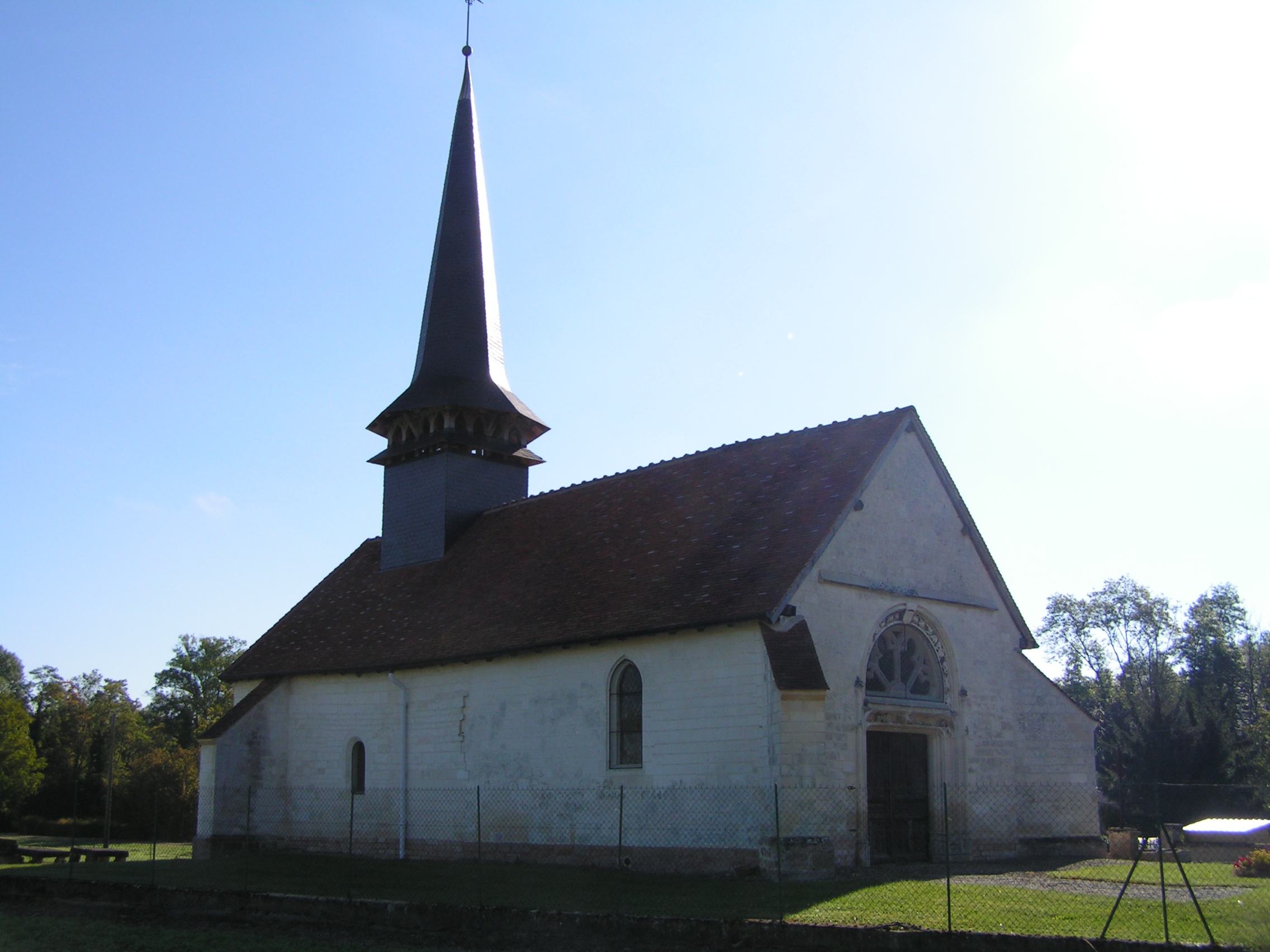
Portail du XVIe siècle.

Elle possède un bénitier en calcaire mouluré du XVIe siècle. Les fonts baptismaux sont en trois parties : un socle carré du XIIe (?), un pied à quatre pans et coupé et une cuve octogonale du XVIe siècle.
Des verrières  du XVIe siècle.

## Localisation
L'église est située au hameau de Romaines.

## Historique
L'église dépendait de la paroisse de Vaucogne, donc du doyenné de Margerie. 
L'édifice est inscrit au titre des monuments historiques en 1926.